# Estreito de Alor
O estreito de Alor (ou Alloo) é um estreito que divide o arquipélago de Solor do arquipélago de Alor, nas ilhas Menores da Sonda, na Indonésia. Situa-se entre as ilhas de Pantar e Lembata e permite ligar a parte ocidental do mar de Banda a norte ao mar de Savu a sul.